# Реваті (харонський кратер)
Реваті (англ. Revati) — кратер на Хароні – супутнику Плутона. Його названо на честь Баларамової дружини Реваті 11 квітня 2018 року МАСом. Діаметр ≈ 40 км.